# Tarea
Die Tarea war ein mexikanisches Flächenmaß und entsprach dem Tagewerk.
- Veracruz 1 Tarea = 36 Quadrat-Jarochas (etwa 632 Quadratmeter)

Die Jarocha als Längeneinheit wurde mit 5 Vara gerechnet.
Die Tarea war auch ein Flächenmaß in der Dominikanische Republik:
- Dominikanische Republik: 1 Tarea = 628,86 Quadratmeter
  - Rückschluss: 1 Hektar = 15,9 Tarea
  - Puerto Plata: 1 Tarea = 2266 Quadratfuß = 2,1015 Ar[1]

Das Maß ist seit 1936 als Tagwerk von Erich Fromm, Michael Maccoby erwähnt worden und war metrisch geteilt:
- 1 Tarea = 1000 Quadratmeter = 10 Ar

Die Tarea war auch ein Flächenmaß in Kuba.
- Kuba: 1 Tarea = 69,03 Quadratmeter[2]